# Racopilum cuspidigerum
Racopilum cuspidigerum är en bladmossart som beskrevs av Johan Ångström 1872. Racopilum cuspidigerum ingår i släktet Racopilum och familjen Racopilaceae. Inga underarter finns listade i Catalogue of Life.